# Coleophora ciconiella
Coleophora ciconiella é uma espécie de mariposa do gênero Coleophora pertencente à família Coleophoridae.